# 古爾門山
47°10′09″N 9°11′00″E / 47.169119°N 9.183306°E

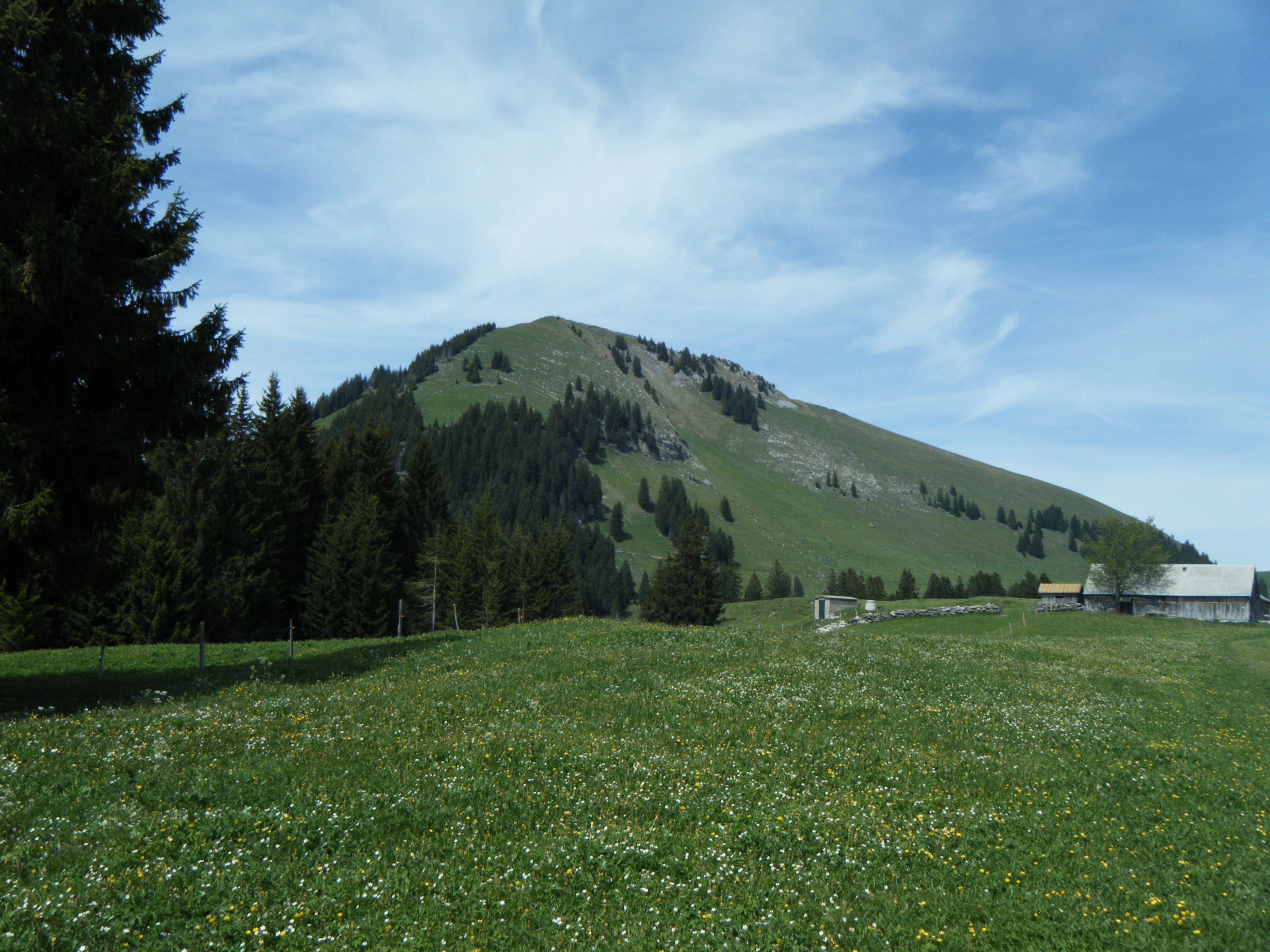

古爾門山（德語：Gulmen），是瑞士的山峰，位於該國東北部，由聖加侖州負責管轄，距離馬特施托克山3公里，海拔高度1,789米，每年平均降雨量1,954毫米。